# In pristinum
In pristinum, dal latino pristinus (aggettivo affine a prior, precedente), la locuzione indica la ricostruzione o il restauro di un'opera (architettonica, pittorica o altro) "com'era e dov'era".
Nel diritto ambientale la reductio in pristinum è l'abbattimento od altra azione per riportare, per quanto possibile, lo stato dei luoghi nella condizione originale.
Nel diritto civile romano Reficere est quod corruptum est in pristinum statum, Riparare significa restituire allo stato originario ciò che si sia guastato.